# 田井耕耘
田井 耕耘（たい こううん、慶応元年9月15日（1865年11月3日） - 昭和11年（1936年）11月3日）は、明治から昭和にかけての女性日本画家。

## 来歴
尾形月耕の門人。本名は起く、俗名は喜久（子）、月耕の門下となってからは耕耘と号した。慶応元年、紀州家御典医であった田井俊斎となつの次女として生まれる。月耕の弥左衛門町時代（明治15年〈1882年〉 - 明治19年〈1886年〉）からの門人と伝わる。明治21年（1888年）3月、月耕と結婚し、同年9月に長男の正子（まさつぐ、のちの尾形月山）を生む。のち明治30年（1897年）には長女の玉子（玉耕）が生まれた。
明治24年（1891年）、日本青年絵画協会臨時研究会に「今様処女」を出品し五等褒状を得る。明治32年（1899年）、錦絵の作として唯一確認できる「踊姿絵」シリーズを発表した。明治33年（1900年）春の第8回日本絵画協会・第3回日本美術院連合絵画共進会において「恋無情」が二等褒状を、同年秋の第9回日本絵画協会・第4回日本美術院連合絵画共進会において「砧」が三等褒状を得ている。
昭和11年11月3日に71歳で没した。墓所は夫の月耕、息子の月山と伴に雑司ヶ谷霊園にある。

## 作品
- 「踊姿絵　松魚売」　大判錦絵　※明治32年。
- 「踊姿絵　酒屋の御用」 大判錦絵
- 「踊姿絵　常盤」 大判錦絵
- 「踊姿絵　源太」 大判錦絵
- 「踊姿絵　うつほ」 大判錦絵
- 「踊姿絵　朝妻」 大判錦絵
- 「踊姿絵　関兵衛」 大判錦絵
- 「踊姿絵　草摺引」 大判錦絵
- 「踊姿絵　種蒔三番」 大判錦絵
- 「踊姿絵　橋弁慶」 大判錦絵
- 「踊姿絵　羽根のかむろ」 大判錦絵
- 「踊姿絵　山姥」 大判錦絵 以上いずれも早稲田大学演劇博物館所蔵、松木平吉版
- 「踊姿絵 喜撰」 大判錦絵
- 「踊姿絵 汐波」 大判錦絵

### 註釈
1. ↑  但し、月山の生年月日は明治20年（1887年）9月10日とするものもある[2]。